# 靜夜思

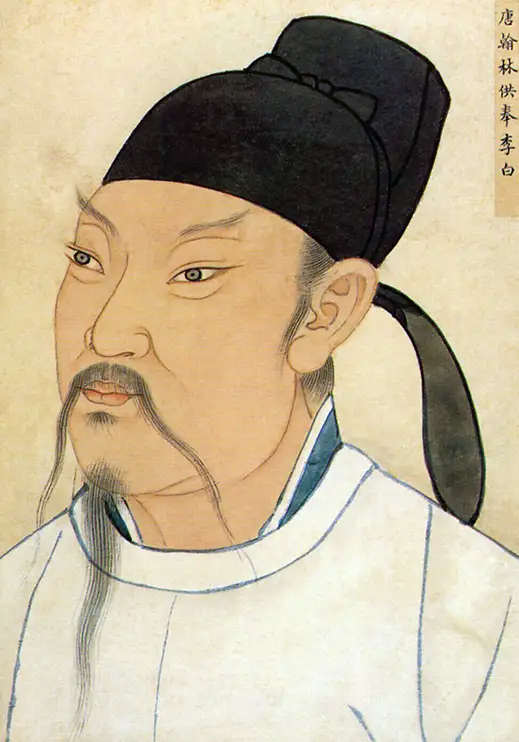
李白畫像

《靜夜思》是唐代詩人李白所作的一首五言樂府詩，流傳很廣，已被翻译成一百多种文字。詩句在不同朝代的版本略有不同，現今流傳最廣的是清代文人蘅塘退士編纂的《唐詩三百首》收錄的版本，但與更早的版本內容有差異。

## 翻譯
《靜夜思》被譯为一百多種文字，著名譯者有楊憲益和戴乃迭夫妻、翟理斯、許淵衝等。

## 版本差異
《靜夜思》因夙負盛名，幾乎每一本唐詩詩集都會收錄。《靜夜思》在不同版本中，用字主要在首句第三字，第三句第四字有不同。
各版本《李太白全集》皆作：“牀前看月光，疑是地上霜。舉頭望山月，低頭思故鄉。”但其他書籍引用此詩有時會出現變化。

《樂府詩集》由北宋郭茂倩編成，是現存最早的版本，內容如下：
| “ | 低 舉 疑 床 頭 頭 是 前 思 望 地 看 故 山 上 月 鄉 月 霜 光 | ” |

后《全唐詩》也沿用此本。

《木天禁語》由元朝元詩四大家之一的范梈編成，書中引用了《静夜思》，此版本有兩個“明”字出現，內容如下：
| “ | 低 起 疑 忽 頭 頭 是 見 思 望 地 明 故 明 上 月 鄉 月 霜 光 | ” |

《唐人萬首絕句》由明朝趙光在萬曆年間編成。按照格律，這可能十分接近原版，內容如下：
| “ | 低 舉 疑 床 頭 頭 是 前 思 望 地 看 故 明 上 月 鄉 月 霜 光 | ” |

《唐詩品彙》由明朝學者高棅在洪武26年（1393年）編成，內容如下：
| “ | 低 舉 疑 床 頭 頭 是 前 思 望 地 明 故 山 上 月 鄉 月 霜 光 | ” |

《全唐詩》由清朝彭定求等10多人在康熙44年（1705年）編成，是當時的欽定版本。全詩沒有“明”字出現，內容如下：
| “ | 低 舉 疑 床 頭 頭 是 前 思 望 地 看 故 山 上 月 鄉 月 霜 光 | ” |

《唐詩別裁集》由清朝文人沈德潛在康熙年間編纂。雖然與《全唐詩》年代相近，但內容亦有不同：
| “ | 低 舉 疑 床 頭 頭 是 前 思 望 地 明 故 山 上 月 鄉 月 霜 光 | ” |

《唐詩三百首》由清朝文人蘅塘退士在乾隆28年（1763年）編成，是現今流傳最廣的版本，內容如下：
| “ | 低 舉 疑 床 頭 頭 是 前 思 望 地 明 故 明 上 月 鄉 月 霜 光 | ” |

## 內容考證
此詩中“牀”的含義是另一個不同版本中的區別。主要觀點包括：
- 臥具（通行解釋）
- 井欄（類似“繞床弄青梅”的“床”，但其余诗句未提到井）
- 坐具胡牀（胡牀不宜作“床前”）
- 《說文》「：安身之坐者」。《玉篇》「床：俗牀字」。可見「牀」是本字，「床」是俗字，而不是其他的解釋。而《玉篇》成書年代是在東晉末年，這說明「床」在唐朝之前就已經是「牀」的通用俗字。